# Prienų arena
Prienų arena – hala widowiskowo-sportowa w Prenach, na Litwie. Budowa hali rozpoczęła się w październiku 2008 roku, a jej otwarcie miało miejsce 4 listopada 2011 roku. Koszt budowy wyniósł 16 mln litów. Obiekt może pomieścić 1500 widzów (1800 w przypadku koncertów). Swoje spotkania w hali rozgrywają koszykarze klubu KSK Preny.